# Лапсуњ
Лапсуњ је насељено мјесто у општини Прозор-Рама, Босна и Херцеговина.

## Становништво
|         | 2013.        | 1991.         | 1981.         | 1971.         |
| Укупно  | 142 (100,0%) | 253 (100,0%)  | 346 (100,0%)  | 352 (100,0%)  |
| Бошњаци | 111 (78,17%) | 243 (96,05%)1 | 311 (89,88%)1 | 291 (82,67%)1 |
| Хрвати  | 31 (21,83%)  | 10 (3,953%)   | 34 (9,827%)   | 61 (17,33%)   |
| Остали  | –            | –             | 1 (0,289%)    | –             |

1. 1 На пописима од 1971. до 1991. Бошњаци су пописивани углавном као Муслимани.